# Sphenophalos nevadanus
Sphenophalos — вымерший вид парнокопытных семейства вилороговые. Типовой вид рода Sphenophalos nevadanus. Эндемик Северной Америки. Типовой образец UCMP 11887 представляет собой фрагмент черепа с основанием левого рога и частью глазницы. Существовал в позднем миоцене и раннем плиоцене (10,3—4,9 млн лет назад). Известны из США (штаты Аризона и Невада).

## Галерея

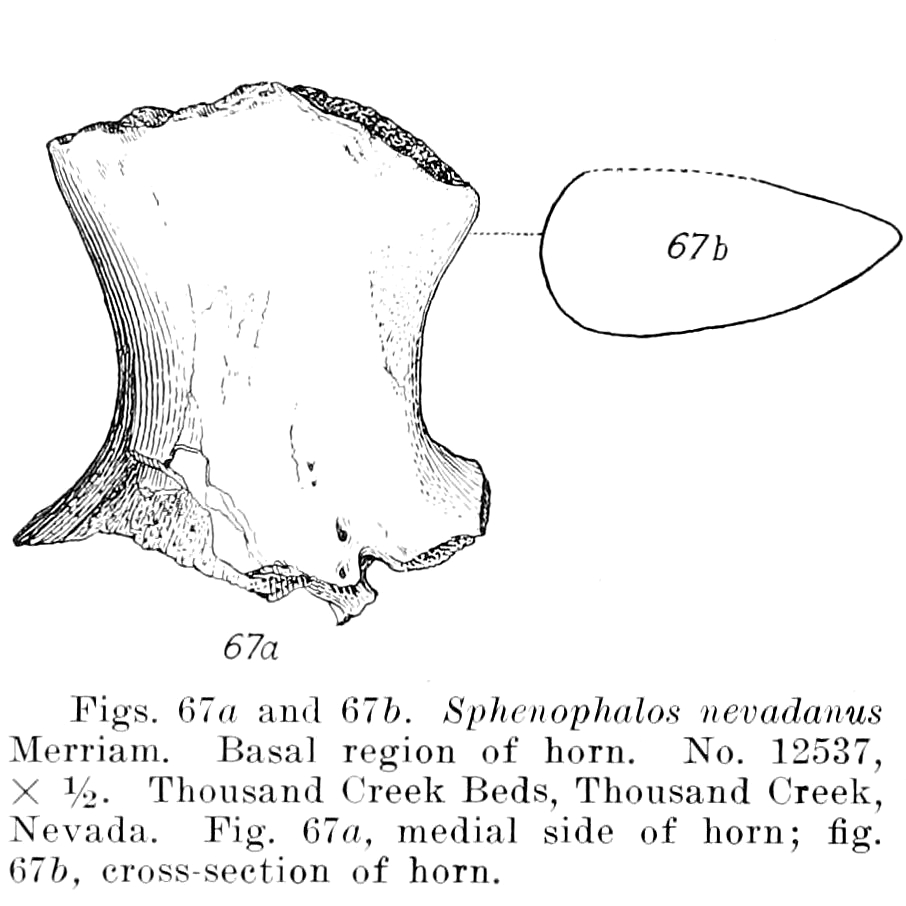
Основание рога
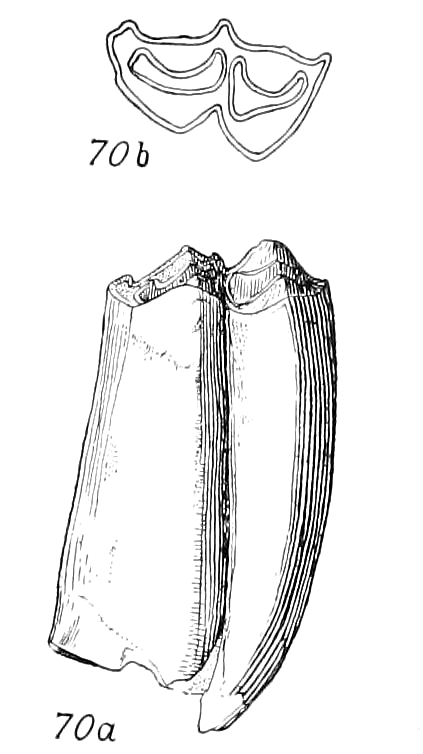
Третий моляр